# Suiza en los Juegos Europeos de Minsk 2019
Suiza participó en los Juegos Europeos de Minsk 2019. Responsable del equipo nacional fue la Asociación Olímpica Suiza.

## Medallistas
El equipo de Suiza obtuvo las siguientes medallas:
| Nombre                                                               | Deporte           | Competición                          |
| -------------------------------------------------------------------- | ----------------- | ------------------------------------ |
| Oro                                                                  |                   |                                      |
| Robin Froidevaux Tristan Marguet                                     | Ciclismo en pista | Madison M                            |
| Marlen Reusser                                                       | Ciclismo en ruta  | Contrarreloj F                       |
| Jan Lochbihler Nina Christen                                         | Tiro              | Rifle pos. tendida 50 m equipo mixto |
| Plata                                                                |                   |                                      |
| Théry Schir                                                          | Ciclismo en pista | Ómnium M                             |
| Nina Christen                                                        | Tiro              | Rifle 10 m F                         |
| Heidi Diethelm Gerber                                                | Tiro              | Pistola 25 m F                       |
| Bronce                                                               |                   |                                      |
| Claudio Imhof                                                        | Ciclismo en pista | Persecución individual M             |
| Théry Schir Robin Froidevaux Lukas Rüegg Claudio Imhof Nico Selenati | Ciclismo en pista | Persecución por equipos M            |
| Equipo                                                               | Fútbol playa      | Torneo M                             |
| Elena Quirici                                                        | Karate            | Kumite –67 kg F                      |